# Ямасэ, Кодзи
Кодзи Ямасэ (яп. 山瀬 功治 Ямасэ Ко:дзи, род. 22 сентября 1981, Саппоро) — японский футболист.

## Карьера
На протяжении своей футбольной карьеры выступал за клубы «Консадоле Саппоро», «Урава Ред Даймондс», «Иокогама Ф. Маринос», «Кавасаки Фронтале», «Киото Санга».

## Национальная сборная
С 2006 по 2010 год сыграл за национальную сборную Японии 13 матчей, в которых забил 5 голов. Также участвовал в Чемпионате мира среди молодёжных команд 2001 года.

## Статистика за сборную
| Сборная Японии | Сборная Японии | Сборная Японии |
| Год            | Матчи          | Голы           |
| -------------- | -------------- | -------------- |
| 2006           | 1              | 0              |
| 2007           | 1              | 1              |
| 2008           | 10             | 4              |
| 2009           | 0              | 0              |
| 2010           | 1              | 0              |
| Итого          | 13             | 5              |

## Достижения
- Кубок Джей-лиги: 2003